# Anne Rice
Anne Rice (Nova Orleans, Louisiana, 4 d'octubre de 1941 - 11 de desembre de 2021) va ser una escriptora estatunidenca.

## Biografia
Nascuda amb el nom de Howard Allen O'Brien (Rice és el cognom de casada), de petita va canviar el seu nom de fonts per «Anne». El 1961 es va casar amb el poeta i pintor Stan Rice (1942-2002), i van tenir dos fills. La primera, Michelle, nascuda el 1966 va morir de leucèmia quan tenia 5 anys, i el segon, nascut el 1978, esdevindria el famós escriptor Christopher Rice.
Des de petita es va interessar en temes de vampirs i bruixes. En la seva carrera com a escriptora, també ha publicat amb els àlies Anne Rampling i A. N. Roquelaure, aquest darrer en els seus primers anys. Els seus llibres que estan orientats a adults contenen mescles de l'horror amb la sexualitat, i en ells destaquen els sentiments eròtics que senten els seus personatges. Les obres més importants sota aquests pseudònims són La trilogia de la Bella dorment, on Rice va deixar volar la seva imaginació portentosa, i va situar l'acció en ubicacions llunyanes i palaus.
El seu primer llibre, Interview with the vampire va ser escrit el 1973 i publicat el 1976. El 1994 Neil Jordan va realitzar una pel·lícula basada en aquest llibre, protagonitzada per Tom Cruise i Brad Pitt, i uns anys més tard es va realitzar una altra pel·lícula de la sèrie Cròniques Vampíriques, basada en el llibre The Queen of the Damned (La reina dels condemnats). La pel·lícula en qüestió va ser criticada per no mantenir gaire relació amb el llibre original.
Al desembre de 1998 es va diagnosticar a Rice una diabetis mellitus tipus 1 quan va patir un coma diabètic. Des que va començar a tractar la seva nova condició amb insulina, Rice ha estat una activista perquè la gent es faci exàmens periòdicament per a revisar la seva salut en general. El 2004, en un article publicat al diari The New York Times va descriure què va experimentar el 1998 quan, sense cap dels símptomes típics de la malaltia, com són la fam, la set o el desig de sucre, tots els problemes de salut que havia patit abans del coma estaven causats per la diabetis. I encoratjava la gent que en qualsevol anàlisi de sang rutinària comprovessin també la concentració de sucre, una dada que pot salvar la vida.
Rice, que va arribar a pesar 254 lliures, va lluitar sempre contra el sobrepès, i va patir una depressió per la malaltia i la mort del seu marit el desembre de 2002. Cansada de patir apnea del son, de la seva mobilitat limitada i altres problemes causats per l'obesitat, es va sotmetre a una cirurgia de bypass gàstric el 15 de gener de 2003.
El 30 de gener de 2004, Anne Rice va anunciar que deixaria Nova Orleans per mudar-se al suburbi de Jefferson Parish, Louisiana. Va posar la més gran de les seves tres cases en venda i planeja vendre les altres dues. Viu sola des de la mort del seu marit i des de la mudança de son fill a un altre estat. Tot i que alguns asseguren que desitja més privadesa respecte dels fanàtics que acampen dies a fora de casa seva, es van comptar més de 200 persones esperant per poder parlar amb ella després del servei dominical de l'església. També se la reclama molt en la firma de llibres per als apassionats de la ciència-ficció.
Rice va passar fins fa poc un mal moment professional, quan va tenir l'oportunitat de llegir les males opinions que expressaren alguns usuaris d'Amazon.com al seu llibre Blood Canticle. L'actitud de l'escriptora va ser titllada de ridícula i fora de context.
La popularitat de Rice va baixar força a causa de les males crítiques que han rebut les seves últimes obres, ja que els seus darrers llibres s'assemblen massa als anteriors i no adquireixen l'originalitat dels altres.

## Tornada al catolicisme
El 1998, després d'haver passat la major part de la seva vida adulta com a atea, Rice regressa a la fe catòlica, la qual no havia practicat des dels 18 anys. L'octubre de 2005, Rice va anunciar en la revista Newsweek, que en endavant només escriuria sobre Jesucrist nostre senyor. El seu primer llibre en aquesta sèrie s'anomena Crist el senyor, fora d'Egipte, que comença una trilogia que pretén narrar la història de la vida de Jesús. Amb aquest fet, finalitza doncs, la saga Cròniques vampíriques.

## Mort
Anne Rice va morir als vuitanta anys l'11 de desembre de 2021 a Nova Orleans a conseqüència de les complicacions d'un vessament cerebral, segons va informar el seu fill.

## Obra

### LesCròniques Vampíriques
- Interview with the Vampire (1973)
- The vampire Lestat (1985)
- The queen of the Damned (1988)
- The tale of the Body Thief (1992)
- Memnoch The Devil (1995)
- The Vampire Armand (1998)
- Merrick (2000)
- Blood and Gold (2001)
- Blackwood Farm (2002)
- Blood Canticle (2003)
- Prince Lestat (2014)
- Prince Lestat and the Realms of Atlantis (2016)
- Blood Communion: A Tale of Prince Lestat (2018)

### Nous Contes de Vampirs
- Pandora (1998)
- Vittorio the Vampire (1999)

### Les Vides de les Bruixes de Mayfair
- The Witching Hour (1990)
- Lasher (1993)
- Taltos (1994)

### Ramses el Maleït
- The Mummy, or Ramses The Damned (1989)
- Ramses the Damned: The Passion of Cleopatra (2017)

### Crist Senyor Nostre
- Christ the Lord: Out of Egypt (2005)
- Christ the Lord: The Road to Cana (2008)

### Cançons dels Serafins
- Angel Time (2009)
- Of Love and Evil (2010)

### Les Cròniques del Do del Llop
- The Wolf Gift (2012)
- The Wolves of Midwinter (2013)

### Altres novel·les
- The Feast of All Saints (1979)
- Cry to Heaven (1982)
- Servant of the Bones (1996)
- Violin (1997)

### La Bella Dorment (sota el pseudònim A.N. Roquelaure)
- The Claiming of Sleeping Beauty (1983)
- Beauty's Punishment (1984)
- Beauty's release (1985)
- Beauty's Kingdom (2015)

### Sota el pseudònim Anne Rampling
- Exit to Eden (1985)
- Belinda (1986)

### Ficció curta
- October 4th, 1948 (1965)
- Nicholas and Jean (1966)
- The Master of Ramping Gate (1984)

### No ficció
- Called Out of Darkness: A Spiritual Confession (2008)